# Janina Stępińska
Janina Marta Stępińska (ur. 11 października 1951 w Warszawie) – polska kardiolog, profesor nauk medycznych, od 2024 dyrektor Narodowego Instytutu Kardiologii Stefana kardynała Wyszyńskiego - Państwowego Instytutu Badawczego.

## Życiorys
W 1976 ukończyła studia na Wydziale Lekarskim Akademii Medycznej w Warszawie. W 1979 uzyskała specjalizację I stopnia z chorób wewnętrznych, a następnie w 1983 specjalizację II stopnia z chorób wewnętrznych i w 1985 specjalizację II stopnia z kardiologii.
Stopień doktora nauk medycznych uzyskała w 1990 w Instytucie Kardiologii w Warszawie na podstawie pracy pt. Bakteryjne zapalenie wsierdzia - weryfikacja kryteriów diagnostycznych i wskazania do leczenia zachowawczego i operacyjnego, przygotowanej pod kierunkiem Marii Hoffman. W 2000 w tej samej jednostce naukowej uzyskała stopień doktora habilitowanego na podstawie oceny dorobku naukowego i publikacji pt. Niestabilna choroba wieńcowa - jednoczesne leczenie tiklopidyną i aspiryną. Tytuł naukowy profesora nauk medycznych otrzymała w 2009.
W warszawskim Instytucie Kardiologii od 1983 kierowała Oddziałem, a od 2010 roku kieruje Kliniką Intensywnej Terapii Kardiologicznej. Od 2022 związana również ze Szkołą Zdrowia Publicznego Centrum Medyczne Kształcenia Podyplomowego. 15 stycznia 2024 powołana na stanowisko dyrektora Narodowego Instytutu Kardiologii Stefana kardynała Wyszyńskiego.
Należy do Polskiego Towarzystwa Kardiologicznego (PTK), w ramach którego jako pierwsza kobieta w historii pełniła funkcję prezesa zarządu głównego (2011-2013). W 2022 decyzją Zarządu Głównego PTK zatwierdzoną przez Walne Zebranie Delegatów otrzymała tytuł Honorowego Członka PTK. Jest także członkiem Europejskiego Towarzystwa Kardiologicznego (stąd skrót FESC używany po nazwisku oznaczający po angielsku Fellow of the European Society of Cardiology). Jest również członkiem Rady Towarzystw Naukowych PAN oraz rady naukowej warszawskiego Instytutu Matki i Dziecka. 
Autorka lub współautorka ponad 300 publikacji opracowań oryginalnych publikowanych m.in. w czasopismach takich jak „Circulation”, „European Heart Journal", „European Journal of Cardio-Thoracic Surgery", „Postępy w Kardiologii Interwencyjnej”, „Kardiochirurgia i Torakochirurgia Polska” oraz „Kardiologia Polska”.